# Pennellia boliviensis
Pennellia boliviensis är en korsblommig växtart som först beskrevs av Reinhold Conrad Muschler, och fick sitt nu gällande namn av Al-shehbaz. Pennellia boliviensis ingår i släktet Pennellia och familjen korsblommiga växter. Inga underarter finns listade i Catalogue of Life.